# Josef Šíma
Josef Šíma (17 agosto 1905 – 6 novembre 1983) è stato un calciatore cecoslovacco, di ruolo attaccante.

## Palmarès

### Club

#### Competizioni nazionali
- Campionato cecoslovacco: 1

Sparta: 1927

#### Competizioni internazionali
- Coppa dell'Europa Centrale: 1

AC Sparta Praha: 1927

### Individuale
- Capocannoniere del campionato cecoslovacco: 1

1927 (13 reti, assieme a Antonín Puč)